# Jorge Calmon
Jorge Calmon Moniz de Bittencourt (Salvador, 7 de julho de 1915 — Salvador, 18 de dezembro de 2006) foi um jornalista brasileiro (trabalhou no jornal A TARDE por mais de 60 anos e foi seu Diretor Redator-Chefe por mais de 40 anos), deputado estadual constituinte, secretário do interior e justiça, professor emérito da UFBA e membro da Academia de Letras da Bahia.
Nasceu em Salvador, em 7 de julho de 1915, último filho do casal Pedro Calmon Freire de Bittencourt e Maria Romana Moniz de Aragão Calmon de Bittencourt. Irmão do historiador Pedro Calmon e do desembargador Nicolau Calmon Moniz de Bittencourt, além de Maria Dulce Calmon de Bittencourt Pinto de Almeida, Maria Teresa Calmon Correa Ribeiro e Maria Romana Calmon Moriondo. Foi casado com Leonor Macêdo Costa Calmon de Bittencourt, com quem teve seis filhos e doze netos. Faleceu em Salvador, aos 91 anos, no dia 18 de dezembro de 2006.
Bacharel em Direito, exerceu vários cargos de natureza cultural, educacional e política. Diretor da Biblioteca Pública da Bahia, Diretor-Geral do Departamento Estadual de Imprensa e Propaganda, Secretário do Interior e Justiça do governo Lomanto Júnior e Ministro do Tribunal de Contas do Estado da Bahia. 
No jornalismo, ascendeu de repórter a Redator-Chefe e diretor Redator-Chefe do jornal A TARDE, onde trabalhou por 62 anos (1934 a 1996). Foi presidente da Associação Bahiana de Imprensa e membro da Comissão de Liberdade de Imprensa da Sociedade Interamericana de Imprensa. Foi o idealizador e fundador do curso de jornalismo da Universidade Federal da Bahia.
Na política, foi deputado à Assembleia Constituinte Estadual, eleito pela União Democrática Nacional-UDN (1947 a 1951) e líder da maioria. Reeleito pelo Partido Libertador-PL (1951 a 1955).
No magistério, foi professor titular de História da América da Faculdade de Filosofia e Ciências Humanas da Universidade Federal da Bahia e Professor Emérito da UFBa. 
Membro da Academia de Letras da Bahia, foi seu presidente e Sócio Benfeitor, tendo seu nome sido dado ao pavilhão construído para a biblioteca e o arquivo.
Foi presidente de Honra do Instituto Histórico e Geográfico da Bahia e um dos fundadores da ACBEU - Associação Cultural Brasil-Estados Unidos. Benfeitor de inúmeras entidades como OSID - Obras Sociais Irmã Dulce, Fundação José Silveira, Irmão da Santa Casa de Misericórdia, Conselheiro da Associação Comercial da Bahia, Fundação Pedro Calmon, membro do Conselho de Cultura do Estado, do Instituto Genealógico da Bahia e do Rotary Club Bahia Norte, entre muitas outras. 

## Livros
Além de artigos de imprensa e conferências sobre assuntos históricos e regionais, publicou vários livros, entre os quais:

- A Flotilha Itaparicana. (EGBA, 1972)
- Problemas da Indústria do Jornal
- Manoel Querino, político e jornalista
- Grã-Colômbia Vista e Comentada: Notas de um cronista às vezes indiscreto. (Record, 1980)
- Imprensas Oficiais no Brasil: Aspectos de sua história e seu presente. (EGBA, 1981)
- Conceito de História. (UFBa, 1982)
- A cara dos fatos. (A Tarde, 1990)
- As Estradas Correm para o Sul: A migração nordestina para São Paulo. (EGBA, 1998)
- Promessas se Pagam com Pedra e Cal: Crônicas de viagem. (Ronda, 1999)
- Santo Amaro: Devoção de José Silveira. (ALBA, 2004)
- A Revolução Americana: 4 estudos. (EGBA, s. a.)

## Condecorações
Dentre as condecorações que recebeu destacam-se: 
- Ordem do Mérito do Congresso Nacional, no grau de Comendador;
- Ordem do Mérito da Bahia, no grau de Grande Oficial;
- Ordem do Mérito das Comunicações, no grau de Grande Oficial;
- Medalha Machado de Assis, da Academia Brasileira de Letras;
- Medalha do Pacificador, do Exército Brasileiro;
- Medalha do Mérito Tamandaré, da Marinha de Guerra do Brasil;
- Medalha do Mérito Jornalístico, da Associação Baiana de Imprensa;
- Medalha do Mérito Ruy Barbosa, do Tribunal de Contas do Estado da Bahia;
- Medalha Thomé de Souza, da Câmara Municipal de Salvador;
- Medalha do Mérito Marechal Argolo, Visconde de Itaparica, da Polícia Militar da Bahia;
- Ordem do Mérito Militar, no grau de Cavaleiro;
- Ordem do Infante D. Henrique, no grau de Comendador, de Portugal;
- Comenda de Número de 1ª Ordem Del Mérito Civil, da Espanha;
- Comenda Del Mérito Civil, do Chile;
- Diploma de Menemerenza da Societá Dante Alighieri, da Itália.